# Hemocultură

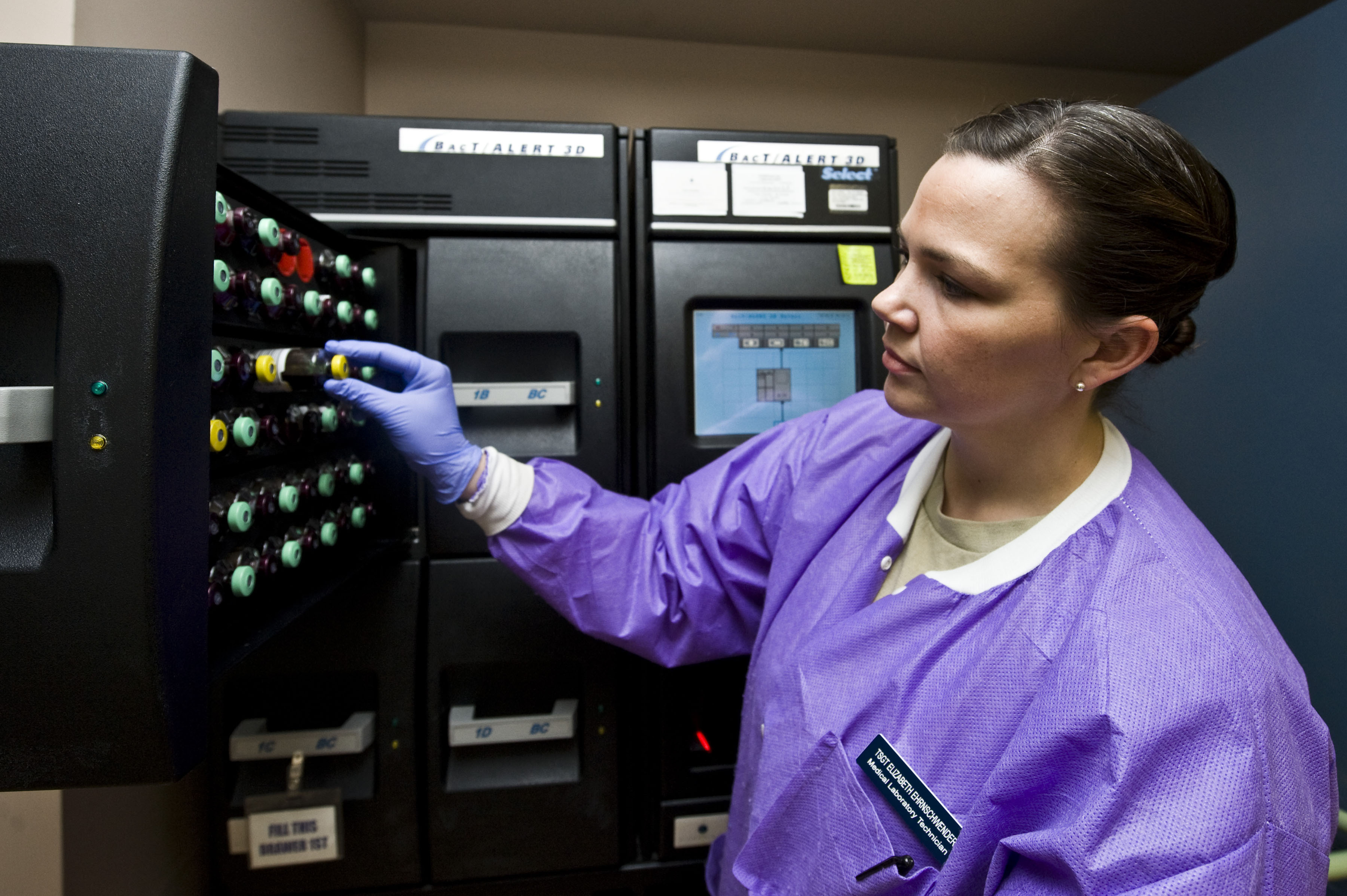
Descărcarea flacoanelor de hemocultură dintr-un instrument BACT/Alert, un sistem automat utilizat pentru incubarea hemoculturilor și detectarea creșterii microbiene

O hemocultură este o analiză aplicată în laboratorul medical și utilizată pentru a detecta specii de bacterii sau fungi prezente în sângele unui pacient. În condiții fiziologice, normale, în sânge nu sunt prezente microorganisme, iar prezența acestora poate indica o infecție cu bacterii patogene, având denumirea specifică de bacteriemie sau fungemie. În cazuri severe, prezența microorganismelor în sânge poate evolua spre septicemie. Prin cultivarea sângelui, microbii pot fi identificați și testați pentru rezistența la antimicrobiene, ceea ce permite medicilor să ofere un tratament medicamentos eficient.
Pentru realizarea hemoculturilor, sângele este prelevat în flacoane care conțin o formulă lichidă ce stimulează creșterea microbiană, numită mediu de cultură. De obicei, în timpul unei prelevări se colectează două recipiente, dintre care unul este conceput pentru organismele aerobe, care necesită oxigen pentru creștere, și unul pentru organismele anaerobe, care nu necesită oxigen. Aceste două recipiente formează împreună un set de hemoculturi. Uneori se colectează două seturi de hemoculturi din două locuri diferite de prelevare a sângelui. În cazul în care un microorganism apare doar într-unul dintre cele două seturi, este probabilă o contaminare a probei cu flora cutanată și nu o infecție reală la nivelul sângelui. Rezultatele fals negative pot apărea dacă eșantionul este recoltat după ce persoana a primit medicamente antimicrobiene sau dacă flacoanele nu prezintă cantitatea recomandată de sânge. Unele organisme nu se dezvoltă bine în hemoculturi și necesită tehnici speciale pentru cultivare și detectare.
Recipientele în care a fost recoltat sângele sunt plasate într-un incubator timp de câteva zile pentru a permite creșterea microorganismelor. Dacă se detectează o creștere microbiană, se efectuează o colorație Gram din flaconul de cultură pentru a confirma prezența organismelor și pentru a furniza informații preliminare cu privire la identitatea acestora. Sângele este apoi subcultivat, adică este inoculat pe o placă de agaroză pentru a izola coloniile microbiene, în vederea identificării complete și a testării susceptibilității antimicrobiene. Deoarece este esențial ca infecțiile din fluxul sanguin să fie diagnosticate și tratate rapid, au fost dezvoltate metode rapide de testare utilizând tehnologii precum reacția în lanț a polimerazei (PCR) și spectrometria de masă (MS) prin MALDI-TOF.
Procedeele de hemocultură au fost publicate încă de la mijlocul secolului al XIX-lea, însă aceste tehnici necesitau multă muncă și erau diferite față de metodele actuale. Detectarea creșterii microbiene presupunea examinarea vizuală a flacoanelor de cultură până la introducerea, în anii 1970, a sistemelor automate de hemocultură, care monitorizează gazele produse de metabolismul microbian. În țările dezvoltate, metodele manuale de hemocultură au fost în mare parte depășite de sistemele automatizate.

## Utilizări medicale
În condiții normale, sângele este steril. Prezența bacteriilor în sânge se numește bacteriemie, iar prezența ciupercilor (levurilor) se numește fungemie (precum candidemia). Leziunile minore ale pielii sau ale membranelor mucoase, care pot apărea în situații variate, precum periajul dinților sau defecarea, pot introduce bacterii în fluxul sanguin, însă această bacteriemie este uzual tranzitorie și este rar detectată în culturi, deoarece sistemul imunitar și sistemul reticulo-endotelial identifică și distrug rapid microorganismele. Bacteriile pot ajunge în sânge ca urmare a unor infecții precum celulita, infecțiile urinare și pneumonia; iar infecțiile din cadrul sistemului vascular, precum endocardita bacteriană sau infecțiile asociate cateterelor intravenoase, pot duce la o bacteriemie constantă. Fungemia apare cel mai frecvent la persoanele cu un sistem imunitar cu funcționalitate scăzută. În cazul în care bacteriile sau ciupercile nu pot fi eliminate din fluxul sanguin, acestea se pot răspândi spre alte organe și țesuturi, sau pot provoca un răspuns imun care duce la o afecțiune inflamatorie sistemică numită septicemie, care poate pune viața în pericol.
Atunci când se suspectează septicemia, apare necesitatea efectuării unei hemoculturi pentru a identifica agentul etiologic și pentru a furniza o terapie antimicrobiană țintită împotriva acestui patogen. Pacienților care sunt spitalizați, au febră sau hipotermie, un număr ridicat de globule albe sau un număr scăzut de granulocite (o subclasă a leucocitelor) li se efectuează frecvent hemoculturi pentru a detecta o posibilă infecție localizată în circulația sanguină. Hemoculturile sunt utilizate pentru a detecta infecțiile din sânge în neutropenia febrilă, o complicație frecventă a chimioterapiei în care febra apare alături de un număr foarte scăzut de neutrofile (globule albe care se oferă protecție împotriva agenților microbieni patogeni). Bacteriemia este frecventă în anumite tipuri de infecții, cum ar fi meningita, artrita septică și abcesele epidurale, astfel încât hemoculturile sunt indicate în aceste condiții. În cazul infecțiilor nespecifice bacteriemiei, hemocultura poate fi totuși indicată dacă pacientul prezintă un risc ridicat de a contracta o infecție intravasculară sau dacă nu se pot obține rapid culturi de la locul principal al infecției (de exemplu, o urocultură în cazul pielonefritei sau o cultură de spută în cazul pneumoniei comunitare severe). Hemocultura poate identifica o cauză microbiană subiacentă în caz de endocardită și febră de origine necunoscută.
Agenții patogeni cei mai frecvent identificați în hemocultură sunt Staphylococcus aureus, Escherichia coli și alți reprezentanți ai familiei Enterobacteriaceae, speciile de Enterococcus (enterococi), Pseudomonas aeruginosa și Candida albicans. Stafilococii coagulazo-negativi (SCN) sunt de asemenea întâlniți frecvent, însă este uzual dificil de determinat dacă aceste bacterii, care fac parte din flora normală a pielii, sunt într-adevăr agenți patogeni sau doar au contaminat proba. Totuși, în hemolculturile prelevate de la nou-născuți și copii, prezența SCN poate indica o infecție importantă. În plus, epidemiologia infecțiilor sanguine variază în funcție de loc și de timp; bacteriile Gram-pozitive au devenit predominante față de cele Gram-negative în ceea ce privește etiologia bacteriemiei în Statele Unite ale Americii, în perioada anilor 1980 și 1990, iar numărul cazurilor de fungemie a crescut semnificativ datorită numărului de pacienți aflați sub tratament cu medicație imunosupresivă, precum chimioterapia. Septicemia indusă de bacterii Gram-negative este mai frecventă în regiuni precum America Centrală și de Sud, Europa de Est și Asia, în comparație cu America de Nord și Europa de Vest. În Africa, specia Salmonella enterica este principala cauză de bacteriemie.

## Procedură

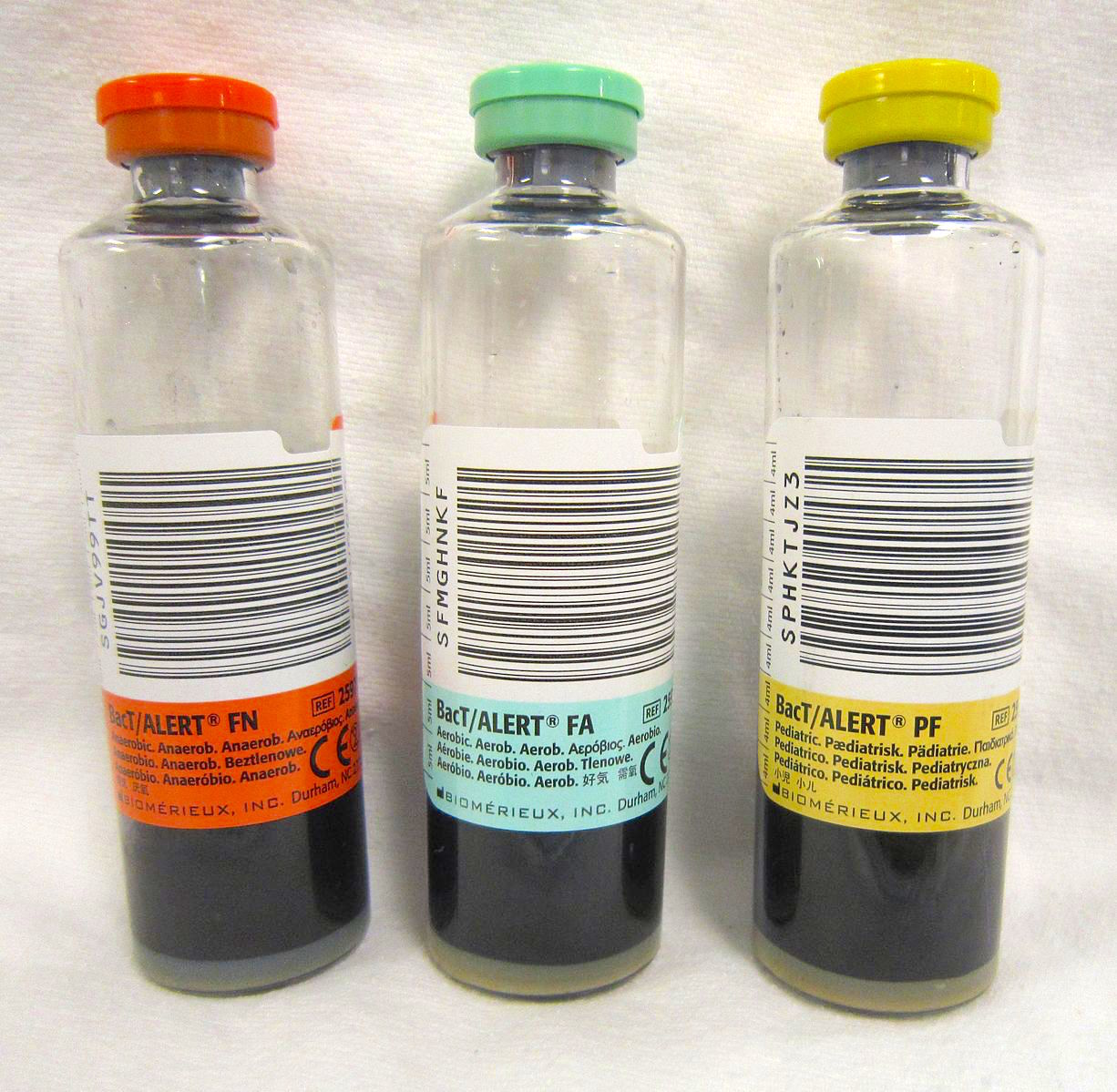
Flacoane de recoltare pentru hemocultură, cu mediu anaerob, aerob, și hemolcutură pediatrică

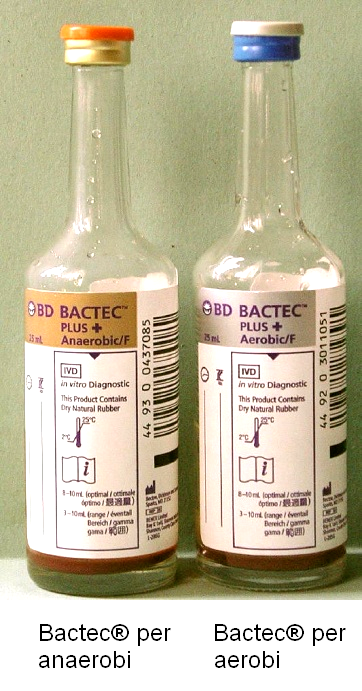
Flacoane de recoltare pentru hemocultură cu mediu anaerob și aerob

Procedura modernă de realizare a hemoculturilor prezintă mai multe etape succesive, pentru a oferi rezultatele eficient și într-un timp cât mai scurt. Recoltarea probei de sânge de la pacient se realizează după examinarea acestuia, iar sângele este recoltat în flacoane specifice hemoculturii și transportat la laborator. Incubarea are loc timp de 6–120 de ore (până la 5 zile) la 35–37°C, timp în care se dorește identificarea prezenței microbilor în probe. În cazul detecție (hemocultură pozitivă), are loc sub-cultivarea (dispersia) din probă, obținându-se o cultură microbiană pe care se aplică metode de identificare prin diverse tehnici (hibridizare, spectrometrie de masă MALDI-TOF, polimerizare în lanț, microarray, etc.). Odată identificat, patogenul este testat pentru susceptibilitatea la agenți antimicrobieni prin realizarea antibiogramei.

### Recoltare
De obicei, hemoculturile sunt prelevate prin puncție venoasă. Nu se recomandă recoltarea probei dintr-o linie intravenoasă sau cateter, deoarece acest procedeu este asociat cu rate mai ridicate de contaminare, iar culturile pot fi recoltate atât prin puncție, cât și dintr-o linie intravenoasă, pentru a diagnostica infecțiile asociate cateterelor. Înainte de recoltarea sângelui, partea superioară a fiecărui flacon de recoltare este dezinfectată cu un șervețel cu alcool pentru a preveni contaminarea. Pielea din locul recoltării este de asemenea dezinfectată. Unele protocoale recomandă dezinfecția cu un antiseptic pe bază de alcool urmat fie de clorhexidină, fie de un preparat pe bază de iod, în timp ce alte protocoale consideră că este suficientă utilizarea unui antiseptic care conține doar alcool. Dacă este necesară prelevarea sângelui pentru alte teste realizate în paralel cu hemocultura, se prelevează mai întâi flacoanele de cultură pentru a minimiza riscul de contaminare. Deoarece terapia antimicrobiană poate cauza rezultate fals negative prin inhibarea creșterii microbilor, se recomandă ca hemoculturile să fie prelevate înainte de administrarea acestora, fapt care este de impracticabil la pacienții cu patologii severe.
O recoltare tipică a hemoculturii implică prelevarea de sânge în două flacoane, care formează împreună un „set” de hemocultură. Un flacon este destinat creșterii organismelor aerobe, iar celălalt este conceput pentru a induce creșterea organismele anaerobe. La copii, infecția cu bacterii anaerobe este mai puțin frecventă, astfel încât se poate recolta un singur flacon de creștere aerobă, pentru a minimiza cantitatea de sânge prelevată. Se recomandă recoltarea a cel puțin două seturi din două locuri separate de puncție venoasă. Acest lucru ajută la distingerea infecției de contaminare microbiană, deoarece este mai puțin probabil ca un contaminant să apară în mai mult de un set decât agenții patogeni din sânge. În plus, recoltarea unor volume mai mari de sânge crește probabilitatea ca microorganismele să fie detectate dacă sunt prezente.
Flacoanele de hemocultură conțin un mediu de creștere care stimulează microorganismele să se înmulțească, precum și un anticoagulant care împiedică coagularea sângelui. Polianetol sulfonatul de sodiu este cel mai frecvent agent utilizat ca anticoagulant deoarece nu interferează cu creșterea majorității organismelor. Compoziția exactă a mediului de creștere variază; flacoanele de cultură aerobă conțin un bulion îmbogățit cu substanțe nutritive, cum ar fi bulionul BHI (din engleză Brain-heart infusion, „bulion creier-inimă”) sau bulionul TSB (din engleză Tryptic soy broth), iar flacoanele de cultură anaerobă conțin de obicei un agent reducător, cum ar fi tioglicolatul de sodiu. Spațiul liber dintr-un flacon anaerob este umplut cu un amestec de gaze care în care nu se află oxigen.
Multe dintre flacoanele disponibile comercial conțin o rășină care absoarbe antibioticele pentru a reduce acțiunea acestora asupra microorganismelor din probă. Flacoanele destinate uzului pediatric sunt concepute pentru a acomoda volume mai mici de sânge și au aditivi care sporesc creșterea agenților patogeni mai frecvent întâlniți la copii. Alte recipiente sunt specializate și sunt utilizate pentru detectarea levurilor și a micobacteriilor. În țările cu venituri mici și medii, flacoanele de cultură preformulate pot avea un cost mult prea ridicat și poate fi necesară pregătirea manuală a flacoanelor. Accesul la consumabilele și facilitățile adecvate acestui proces poate fi dificil, iar în unele regiuni, este posibil să nu se poată efectua deloc hemoculturi.
Este important ca flacoanele de hemocultură să nu fie nici insuficient umplute, dar nici prea pline: umplerea insuficientă poate duce la rezultate fals negative, deoarece în eșantion sunt prezente prea puține organisme, în timp ce umplerea excesivă poate inhiba creșterea microbiană, deoarece raportul dintre mediul de cultură și sânge este comparativ mai mic. În general, este sugerat un raport de 1:10 până la 1:5 între sânge și mediul de cultură pentru a optimiza creșterea microbiană. Pentru hemoculturile de rutină la adulți, Clinical and Laboratory Standards Institute (CLSI) recomandă colectarea a două seturi de flacoane din două prelevări diferite, cu 20-30 mL de sânge prelevat în fiecare set. La copii, cantitatea de sânge care trebuie prelevată se bazează adesea pe vârsta sau greutatea copilului. Dacă se suspectează endocardită, se pot colecta șase flacoane.

### Cultivare

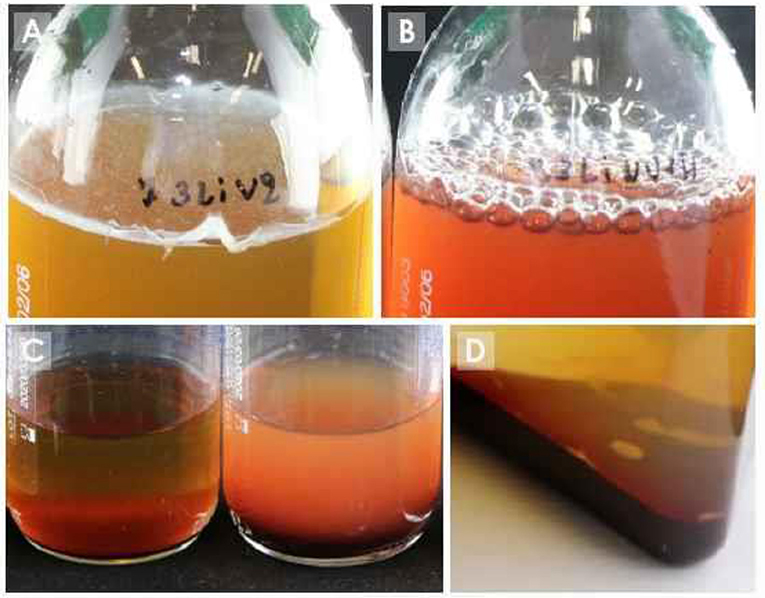
Indicații ale creșterii microbiene în hemoculturi manuale: a) formarea unui film (peliculă) la suprafață; b) bule datorate producerii gazelor; c) turbiditate cauzată de creșterea microbiană (flaconul din dreapta); d) colonii microbiene vizibile

După recoltarea sângelui, flacoanele sunt incubate la temperatura corpului pentru a favoriza dezvoltarea microorganismelor. Recipientele sunt de obicei incubate timp de până la cinci zile în sistemele automate, deși cei mai comuni agenți patogeni din sânge sunt detectați în maximum 48 de ore. Perioada de incubare poate fi prelungită dacă se utilizează metodele manuale de hemocultură sau dacă sunt suspectate organisme cu creștere mai lentă, cum ar fi anumite bacterii care provoacă endocardita. În sistemele manuale, flacoanele sunt examinate vizual pentru a observa indicatori ai creșterii microbiene, mai exact: turbiditate, producerea de gaze, prezența unor colonii microbiene vizibile sau o schimbare de culoare datorată digestiei sângelui (denumită hemoliză). Unele sisteme manuale de hemocultură indică prezența microorganismelor folosind un compartiment care se umple cu lichid atunci când se produc gaze sau o placă de agar miniaturală care este inoculată periodic prin răsturnarea flaconului. Pentru a se asigura că hemoculturile pozitive nu au rămas neidentificate, o probă din flacon este adesea inoculată pe o placă de agaroză (subcultivată sau dispersată) la sfârșitul perioadei de incubare, indiferent dacă se observă sau nu indicatori de creștere.
În țările dezvoltate, metodele de cultură manuală au fost înlocuite în mare parte de sisteme automatizate, care asigură monitorizarea computerizată continuă a flacoanelor de cultură. Aceste sisteme, precum BACTEC, BacT/ALERT și VersaTrek, constau într-un incubator în care flacoanele de cultură sunt amestecate continuu. Creșterea este detectată de senzori care măsoară nivelurile de gaze din interiorul flaconului (cel mai frecvent, dioxid de carbon, prin detecție colorimetrică sau prin fluorescență) sau variații în procesele de oxido-reducere, ceea ce servește drept indicator al metabolismului microbian. O alarmă sau un indicator vizual avertizează personalul din laborator cu privire la prezența unei hemoculturi pozitive. Dacă recipientul este rămâne negativ la sfârșitul perioadei de incubare, acesta este în general aruncat fără a fi subcultivat.
Tehnica prin liză și centrifugare poate fi utilizată pentru izolarea mai eficientă a microorganismelor cu creștere lentă sau fastidioase (pretențioase nutritiv), cum ar fi levurile, micobacteriile și speciile de Legionella. În locul incubării sângelui într-un flacon umplut cu mediu de creștere, această metodă presupune colectarea sângelui într-un tub care conține un agent care distruge (lizează) celulele roșii și albe din sânge, apoi are loc centrifugarea probei într-o centrifugă. Acest proces concentrează conținutul solid al probei, inclusiv microorganismele prezente, într-un sediment, care este utilizat apoi pentru inocularea mediului de cultură. Deși liza urmată de centrifugare oferă o sensibilitate mai mare comparativ cu metodele convenționale de hemocultură, aceasta este susceptibilă la contaminare, deoarece necesită o manipulare extensivă a probei.

### Identificare
În cazul detectării creșterii microbiene, un microbiolog va efectua o colorație Gram pe o probă de sânge din flacon pentru o identificare preliminară rapidă a organismului.  Colorația Gram clasifică bacteriile în Gram-pozitive sau Gram-negative și oferă informații cu privire la forma lor, mai exact dacă sunt sub formă de bastonașe (bacili), sferice (coci) sau spiralate (spirochete), precum și la dispunerea lor. Cocii Gram-pozitivi grupați în formă de ciorchine, de exemplu, sunt tipici speciilor de Staphylococcus (stafilococi). Drojdiile și alte ciuperci pot fi, de asemenea, identificate pe baza colorației Gram. O colorație Gram care identifică o creștere microbiană dintr-o hemocultură este considerată un rezultat critic și este raportată în cel mai scurt timp medicului responsabil de pacient. Colorația Gram oferă informații cu privire la posibila identitate a microorganismului, ceea ce ajută medicul în selectarea unui tratament antimicrobian mai adecvat înainte ca rezultatele complete ale hemoculturii și antibiogramei să fie complete.
În metodele tradiționale, sângele este apoi cultivat pe plăci de agaroză pentru a izola organismul, în vederea aplicării unor teste suplimentare. Rezultatele colorației Gram îi informează pe microbiologi cu privire la tipurile de medii de cultură care ar trebui utilizate pentru inoculare și la testele care ar putea fi adecvate pentru identificarea organismului. În unele cazuri, nu se observă niciun organism pe colorația Gram, deși flaconul de cultură prezintă indicatori de creștere sau este raportat ca fiind pozitiv de aparatele automate. Aceasta poate reprezenta un rezultat fals pozitiv, însă este posibil ca organismele să fie prezente, dar să nu poată fi vizualizate cu ușurință la microscop. Flacoanele pozitive dar cu colorație negativă Gram sunt subcultivate înainte de a fi re-incubate, adesea folosind medii de cultură speciale care favorizează dezvoltarea organismelor cu creștere lentă.
De obicei, este nevoie de 24 până la 48 de ore pentru a se produce o creștere semnificativă pe mediile de cultură din plăci, astfel încât să fie posibilă identificarea clară a patogenului. În acest moment, microbiologul va evalua aspectul coloniilor bacteriene sau fungice și va efectua teste care furnizează informații despre caracteristicile metabolice și biochimice ale organismului, care permit identificarea la nivel de gen sau specie. De exemplu, testul catalazei poate distinge streptococii și stafilococii (două genuri de coci Gram-pozitivi), iar testul coagulazei poate diferenția Staphylococcus aureus, un patogen comun al infecțiilor din sânge, de stafilococii coagulazo-negativi, mai puțin patogeni și comuni în flora microbiană.

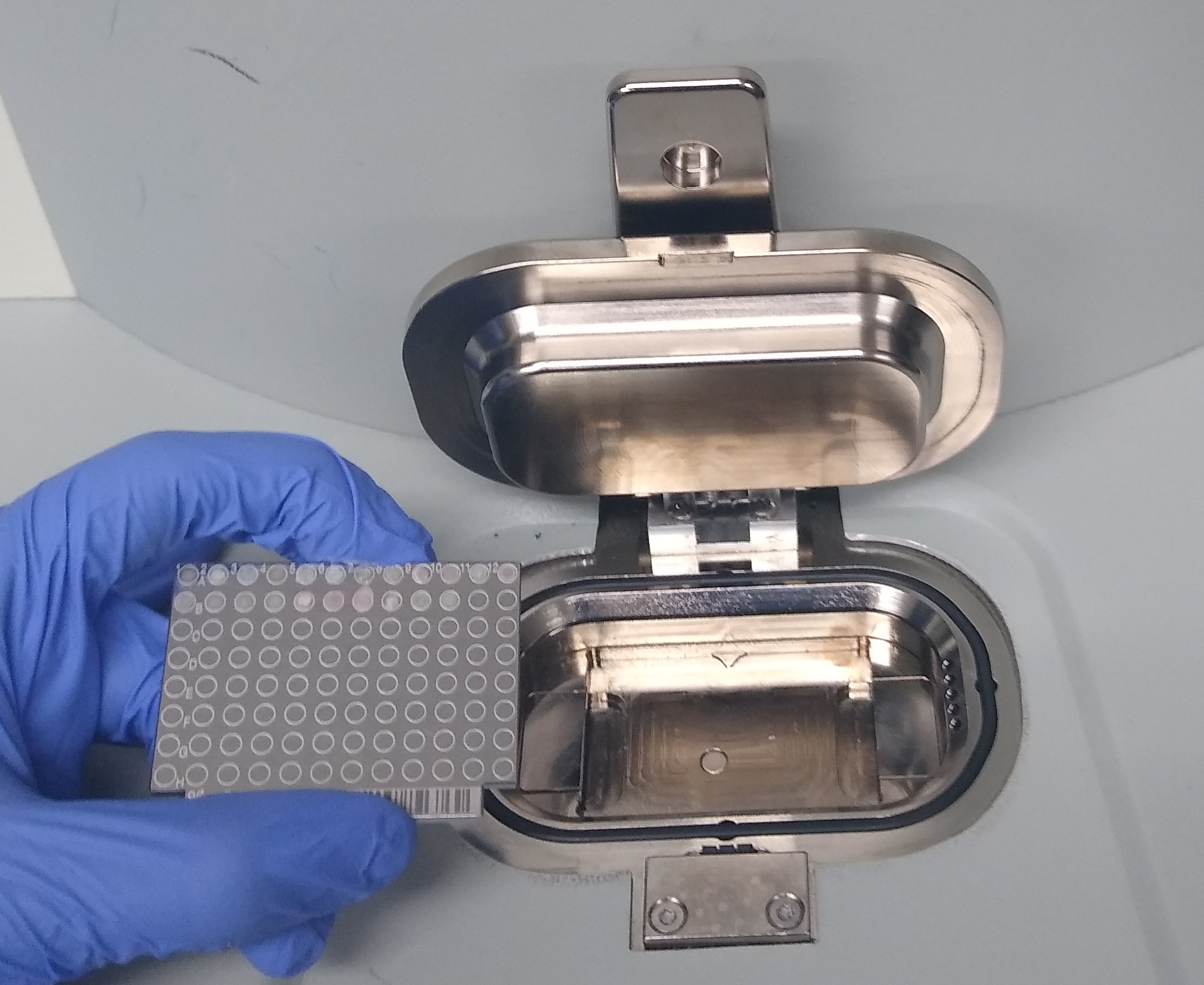
Încărcarea unei plăcuțe de testat cu probe microbiene într-un aparat Bruker Biotyper, utilizat pentru analiză instrumentală MALDI-TOF, cu aplicații în microbiologie

Microorganismele pot fi identificate și utilizând sisteme automatizate, cum ar fi instrumente care efectuează panouri de teste biochimice, sau spectrometrie de masă (MS) prin metoda MALDI-TOF-MS (MS prin desorbție/ionizare cu laser asistată de matrice și analizor cu timp de zbor). În cea din urmă metodă de analiză instrumentală, proteinele microbiene sunt ionizate și caracterizate pe baza raportului dintre masa și sarcina lor (m/z); fiecare specie microbiană prezintă un model specific de proteine atunci când este analizată prin spectrometrie de masă, ceea ce ajută la identificare.
Deoarece infecțiile sanguine sunt condiții care pot pune viața în pericol, diagnosticarea și tratamentul în timp util sunt esențiale, motiv pentru care au fost dezvoltate mai multe metode de identificare rapidă. MALDI-TOF poate fi utilizat pentru a identifica organismele direct din recipientele de hemocultură pozitive după procedurile de separare și concentrare, sau din cultura realizată pe agaroză, la câteva ore de la inoculare. Metodele genetice, precum reacția în lanț a polimerazei (PCR) și microarray-urile, pot identifica microorganismele prin detectarea secvențelor de ADN specifice anumitor specii prezente în probele de hemocultură. La nivel comercial sunt disponibile mai multe sisteme concepute pentru identificarea agenților patogeni comuni din hemocultură. Unele teste biochimice și imunologice pot fi efectuate direct pe hemoculturi pozitive, cum ar fi testul pentru coagulază în tub pentru identificarea S. aureus, sau testele de aglutinare cu latex pentru Streptococcus pneumoniae. Spre deosebire de PCR și MALDI-TOF, aceste metode pot fi practice pentru laboratoarele din țările cu venituri mici și medii. De asemenea, este posibil să se inoculeze direct panouri de identificare microbiană cu sânge dintr-un recipient de hemocultură pozitivă, deși acest lucru nu este la fel de fiabil ca testarea bacteriilor sub-cultivate, deoarece aditivii din mediul de creștere pot interfera cu rezultatele.
Un diagnostic și mai rapid poate fi obținut prin evitarea completă a culturii și detectarea agenților patogeni direct din probele de sânge. Câteva sisteme de testare directă sunt disponibile pe piață din 2018, dar tehnologia este încă incipientă. Majoritatea panelurilor de teste detectează doar un număr limitat de agenți patogeni, iar sensibilitatea poate fi scăzută în comparație cu metodele convenționale de hemocultură. Culturile rămân totuși necesare pentru a efectua teste complete de sensibilitate antimicrobiană.
În continuare sunt redate câteva exemple de metode de identificare rapidă a microorganismelor patogene:
| Metoda utilizată                          | Timp de analiză | Produse comerciale / producători                         |
| ----------------------------------------- | --------------- | -------------------------------------------------------- |
| Hibridizare fluorescentă in situ (FISH)   | < 1-3 ore       | PNA FISH, QuickFISH, AccuProbe, Accelerate PhenoTest™ BC |
| Microarray                                | 2,5–3,5 ore     | Verigene, Prove-it Sepsis                                |
| Multiplex PCR                             | 1–2 ore         | FilmArray, StaphSR assay                                 |
| PCR în timp real                          | 1 oră           | Xpert MRSA/SA BC                                         |
| Spectrometrie de masă (MS) prin MALDI-TOF | < 1 oră         | Bruker, bioMérieux                                       |
| Metode combinate (Multiplex PCR și FISH)  | 1,5–3 ore       | Sepsis Flow Chip, ePlex® BCID                            |

### Antibiogramă
Tratamentul cu medicamente antimicrobiene (antibiotice sau antifungice) al infecțiilor sanguine se face inițial empiric, ceea ce înseamnă că se bazează pe suspiciunea medicului cu privire la agentul cauzal al bolii și pe modelele locale de rezistență antimicrobiană. Efectuarea testelor de sensibilitate la antibiotice (denumite mai pe scurt antibiograme) pentru agenții patogeni izolați dintr-o hemocultură permite medicilor să ofere un tratament direcționat și să întrerupă administrarea antibioticelor cu spectru larg, care pot avea efecte secundare nedorite. În metodele clasice de antibiogramă, cum ar fi metoda difuzimetrică în placă, se selectează colonii pure ale microorganismului din placa de dispersie și se utilizează pentru inocularea unui mediu secundar. Pentru antibiograma clasică, este necesară incubarea timp de 24 de ore. Au fost dezvoltate diverse sisteme automatizate care utilizează paneluri de antibiotice sub formă de dischete, care măsoară automat creșterea microbiană și determină rezultatele sensibilității la antimicrobienele testate cu ajutorul unor algoritmi. Unele dintre aceste teste pot oferi rezultatele în doar cinci ore, în timp ce altele necesită incubarea peste noapte.
Administrarea rapidă a medicamentelor antimicrobiene potrivite este esențială în tratamentul septicemiei, motiv pentru care au fost dezvoltate mai multe metode de a furniza rezultate cât mai rapide privind sensibilitatea la aceste medicamente. Metodele clasice pot fi realizate pe colonii tinere din placa de dispersie, din sedimentul de microorganisme obținut prin concentrarea și purificarea hemoculturii pozitive, sau direct din recipientul de cultură. Deoarece metodele de testare directă nu ajuta la izolarea microorganismelor, acestea nu oferă rezultate exacte în cazul în care sunt prezente mai multe microorganisme, însă acest fapt este mai puțin frecvent în cazul hemoculturilor. O altă sursă de eroare este dificultatea de a standardiza cantitatea de bacterii din probă (inoculul), ceea ce are un efect semnificativ asupra rezultatelor testului.
Metodele de testare genetică pot fi utilizate pentru detectarea rapidă a anumitor markeri de rezistență antimicrobiană. Metodele precum PCR și microarray-urile, care pot fi efectuate direct pe probe de hemocultură pozitive, detectează secvențe de ADN asociate cu gene care conferă rezistență, precum gena mecA de la Staphylococcus aureus rezistent la meticilină (MRSA) sau genele vanA și vanB ale enterococilor rezistenți la vancomicină (VRE). MALDI-TOF a fost explorată ca metodă rapidă de testare a sensibilității antimicrobiene; în acest caz, este măsurată creșterea microbiană în prezența antibioticelor, identificarea degradării antibioticelor de către enzimele microbiene și detectarea spectrelor de proteine asociate cu tulpinile bacteriene care prezintă rezistență la antibiotice. Unele dintre aceste metode pot fi aplicate chiar și pe sedimentul microbian din hemocultură. Principalul dezavantaj în practica clinică a MALDI în detectarea sensibilității la antimicrobiene este lipsa metodologiilor standardizate, motiv pentru care metoda nu a fost aprobată de Food and Drug Administration până în 2018. În prezent, cercetările din domeniul determinării sensibilității se bazează pe dezvoltarea unor metode cât mai rapide și eficiente, care pot oferi rezultate în decurs de doar câteva ore. Din această categorie fac parte sistemele dRAST (din engleză direct and rapid antimicrobial susceptibility testing, testarea directă și rapidă a susceptibilității la antimicrobiene), care oferă rezultate în doar șase ore de la identificarea hemoculturilor pozitive.

## Limitări
Hemoculturile sunt susceptibile atât erorilor fals pozitive, cât și celor fals negative. În sistemele automate de hemocultură, identificarea flacoanelor pozitive se bazează pe detectarea gazelor produse de metabolismul celular, astfel încât probele cu un număr mare de leucocite pot fi raportate ca pozitive atunci când nu sunt prezente bacterii. Inspectarea curbei de creștere, de asemenea de către instrument, poate ajuta la distingerea între culturile cu adevărat pozitive și cele fals pozitive. În oricare dintre situații, colorația Gram și dispersarea în mediu de cultură sunt în continuare necesare pentru orice probă de hemocultură pozitivă.
Hemoculturile pot fi contaminate cu microorganisme provenind din piele sau din mediul înconjurător, care ulterior se reproduc în interiorul recipientului de cultură, dând impresia falsă că acele organisme ar origina în sânge. Contaminarea hemoculturilor poate duce la instaurarea unor tratamente inutile cu antibiotice și la spitalizări prelungite. Frecvența contaminării poate fi redusă prin respectarea protocoalelor standardizate pentru recoltarea hemoculturilor, dar nu poate fi eliminată în totalitate; de exemplu, bacteriile pot supraviețui în straturile mai profunde ale pielii chiar și după dezinfectarea meticuloasă a locului de recoltare a sângelui. CLSI definește o rată de contaminare acceptabilă ca fiind de cel mult 3% din toate hemoculturile. Frecvența contaminării variază foarte mult între instituții și chiar între diferitele departamente ale aceluiași spital. Studiile au arătat că rata contaminării microbiene a hemoculturilor este între 0,8 și 12,5%.
Când se confruntă cu un rezultat pozitiv al unei hemoculturi, clinicienii trebuie să decidă dacă aceste rezultat este cauzat de o potențială contaminare sau de o infecție reală cu un agent patogen. Unele organisme (cum ar fi Staphylococcus aureus, Streptococcus pneumoniae, Escherichia coli și alte Enterobacteriaceae, Pseudomonas aeruginosa și Candida albicans) sunt de obicei considerate a fi agenți patogeni atunci când sunt identificați într-o hemocultură, în timp ce altele sunt mai probabil a fi un rezultat al contaminării cu bacterii din flora pielii. În același timp, chiar și microorganismele comune din floră (cum ar fi stafilococii coagulazo-negativi și speciile de Micrococcus, Propionibacterium), pot provoca infecții ale sângelui în anumite condiții. Atunci când astfel de organisme sunt prezente, interpretarea rezultatului culturii implică luarea în considerare a stării clinice a pacientului și existența altor culturi pozitive pentru același patogen.
Rezultatele fals negative pot fi cauzate de recoltarea hemoculturii după ce pacientul a primit tratament cu antibiotice sau de recoltarea unei cantități insuficiente de sânge. Volumul de sânge recoltat este considerat a fi cea mai importantă variabilă care afectează detectarea agenților patogeni; cu cât se sângele este colectat în cantitate mai mare, cu atât numărul celulelor de agent patogen este mai mare. Cu toate acestea, dacă volumul de sânge colectat îl depășește cu mult pe cel recomandat, creșterea bacteriană poate fi inhibată de inhibitorii naturali prezenți în sânge și de o cantitate inadecvată de mediu de creștere din recipientul de colectare. Umplerea excesivă a recipientelor de hemocultură poate contribui, de asemenea, la dezvoltarea condiției denumite anemie iatrogenă.
În final, trebuie menționat faptul că nu toți agenții patogeni sunt ușor de detectat prin metode convenționale de hemocultură. În special organismele pretențioase sau fastidioase, cum ar fi speciile Brucella și Mycobacterium, pot necesita perioade prelungite de incubare sau medii de cultură speciale. Unele organisme sunt extrem de greu de cultivat sau nu cresc deloc în cultură, astfel că testul serologic sau metodele moleculare precum PCR sunt preferate dacă se suspectează infecția cu aceste organisme.

## Istoric

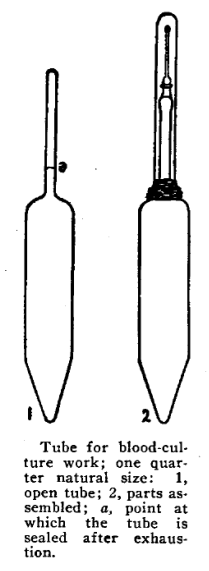
Un flacon cu tub pentru recoltarea hemoculturii, utilizat în trecut. A fost descris de C.E. Simon și C.C.W. Judd în 1915.

Metodele timpurii de hemocultură necesitau o muncă intensivă. Una dintre primele proceduri cunoscute, publicată în 1869, recomanda utilizarea lipitorilor pentru a colecta sânge de la pacient. Un manual de microbiologie din 1911 a remarcat faptul că decontaminarea locului de prelevare și a echipamentului ar putea dura peste o oră și că, din cauza lipsei de metode eficiente de conservare a sângelui, culturile ar trebui uneori să fie pregătite la patul pacientului. Pe lângă metoda de dispersie în mediu, unele protocoale specificau ca sângele să fie amestecat cu agaroză lichidă și amestecul să fie turnat într-o placă Petri pentru solidificare. În 1915, a fost descris un sistem de colectare a hemoculturii constând din tuburi cu vid de sticlă care conțineau bulion de glucoză și anticoagulant. Robert James Valentine Pulvertaft a publicat o lucrare fundamentală despre culturile din sânge în 1930, specificând, printre altele, un raport optim sânge-bulion de 1:5, care este acceptat și în prezent. Utilizarea SPS ca anticoagulant și conservant a fost introdusă în anii 1930 și 1940 și a rezolvat unele dintre limitările prezente în metodele anterioare. Din anii 1940 până în anii 1980 au fost realizate diverse cercetări privind formularea și aditivii utilizați în bulionul de cultură, cu scopul de a crea un mediu de creștere care să favorizeze creșterea tuturor agenților patogeni comuni din circulația sanguină.
În anul 1947, M.R. Castañeda a inventat un flacon de cultură „bifazic” pentru identificarea speciilor de Brucella, care conținea atât bulion, cât și agaroză pe o parte a recipientului, ceea ce permitea agar-ului să fie ușor sub-cultivat din bulion; acesta a reprezentat un precursor al unor sisteme contemporane utilizate pentru hemoculturi manuale. În 1951, E.G. Scott a publicat un protocol în care a descris „apariția setului modern de hemocultură”. Metoda lui Scott implica inocularea sângelui în două recipiente de sticlă sigilate cu cauciuc, unul fiind pentru aerobi și unul pentru anaerobi. Flaconul de creștere aerobă conținea bulion de soia triptică (TSB) și o plăcuță de agar, iar flaconul de creștere anaerobă conținea bulion de tioglicolat. Metoda prin liză urmată de centrifugare a fost introdusă în 1917 de către Mildred Clough, dar a fost rar folosită în practica clinică până când sistemele comerciale au fost dezvoltate la mijlocul anilor 1970.
Sistemele automate de hemocultură au început să fie disponibile pentru prima dată în anii 1970. Cele mai vechi dintre acestea au fost sistemele BACTEC, produse de firma Johnston Laboratories (acum denumită Becton Dickinson). Acestea utilizau bulioane de cultură care conțineau nutrienți marcați cu izotopi radioactivi. În momentul în care microbii consumau aceste substraturi nutritive produceau dioxid de carbon marcat radioactiv, iar creșterea microbiană era detectată prin monitorizarea concentrației acestuia. Înainte ca această tehnică să fie aplicată culturilor de sânge, a fost propusă de NASA ca metodă de detectare a vieții pe Marte. De-a lungul anilor 1970 și 1980, câțiva producători au încercat să detecteze creșterea microbiană prin măsurarea modificărilor conductivității electrice a mediului de cultură, dar niciuna dintre aceste metode nu a avut succes comercial.
O problemă majoră legată de primele sisteme BACTEC a fost că acestea produceau deșeuri radioactive, care necesitau proceduri speciale de eliminare. De aceea, în anul 1984 a fost lansată o nouă generație de instrumente BACTEC, care se bazau pe principiile spectrofotometriei pentru a detecta dioxidul de carbon produs de microbi. Sistemul BacT/ALERT, care detectează în mod indirect producția de CO2 prin măsurarea scăderii pH-ului mediului, a fost aprobat pentru utilizare în SUA în 1991. Spre deosebire de sistemele BACTEC disponibile la acea vreme, BacT/ALERT nu necesita un ac care să fie introdus în flacon pentru prelevarea probei; lipsa utilizării sale a redus frecvența contaminării și sistemul a fost astfel primul care a aplicat monitorizarea cu adevărat continuă a hemoculturilor. Această metodă de măsurare neinvazivă a fost adoptată în 1992 de seria BACTEC 9000, care utiliza indicatori fluorescenți pentru a detecta variațiile de pH. Difco ESP, un predecesor direct al sistemului contemporan VersaTREK, care detectează producerea gazelor prin măsurarea modificărilor de presiune, a fost, de asemenea, aprobat pentru prima dată în 1992. Până în anul 1996, un studiu internațional a concluzionat că 55% din 466 de laboratoare chestionate utilizau sistemele BACTEC sau BacT/ALERT, alte sisteme automate reprezentând 10% din total.

## Galerie

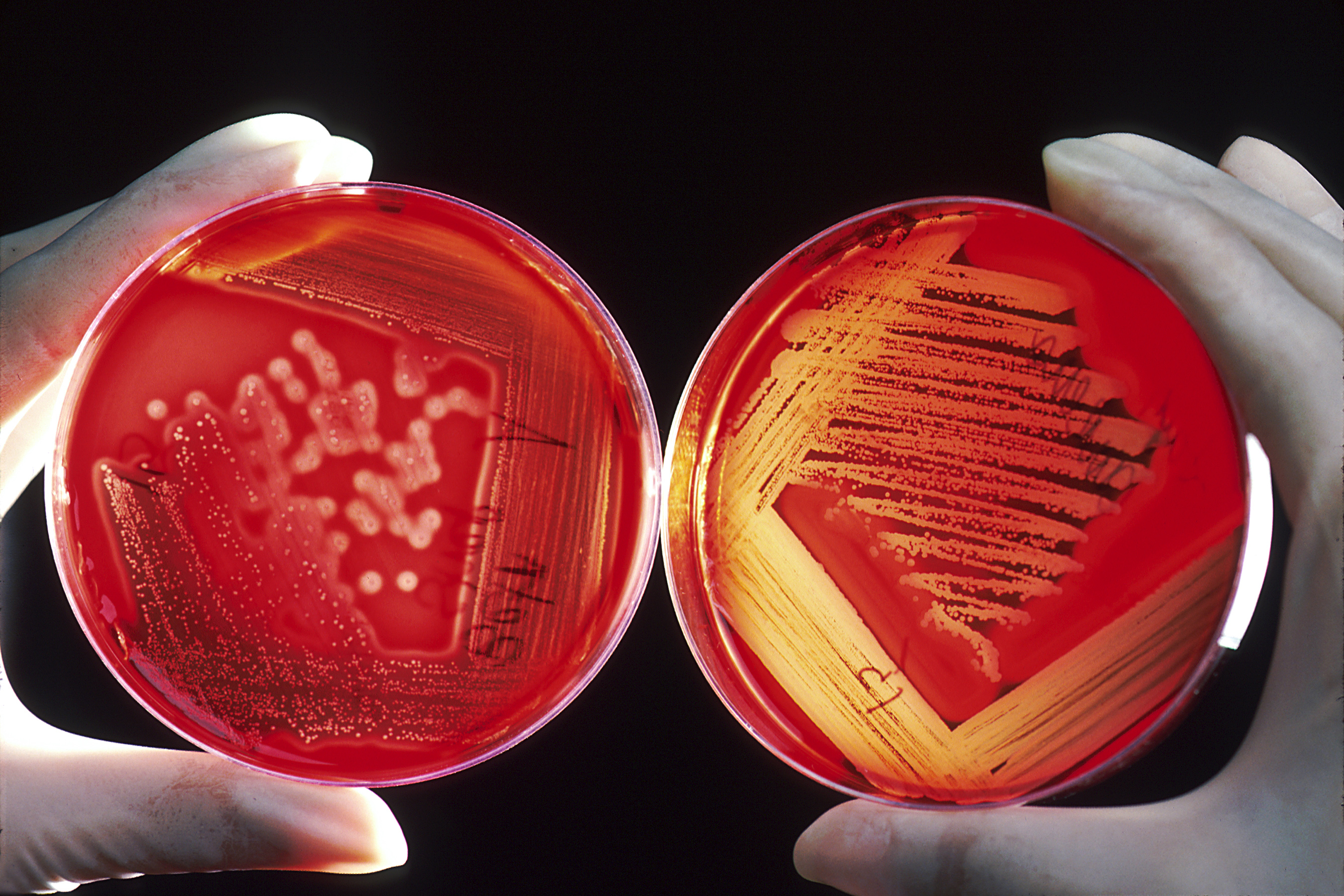
Cultură de Staphylococcus aureus comparativ cu Streptococcus
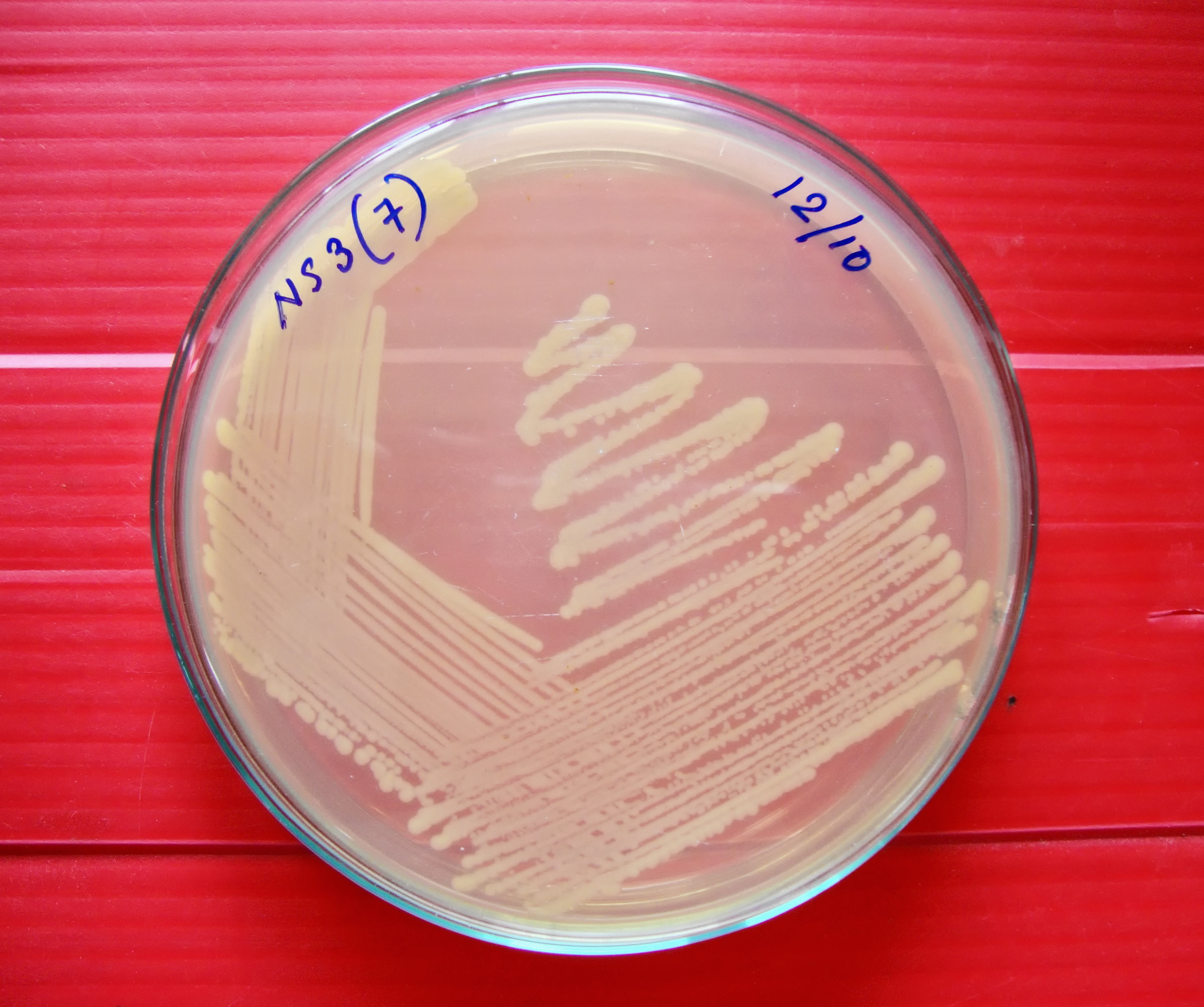
Cultură de Escherichia coli
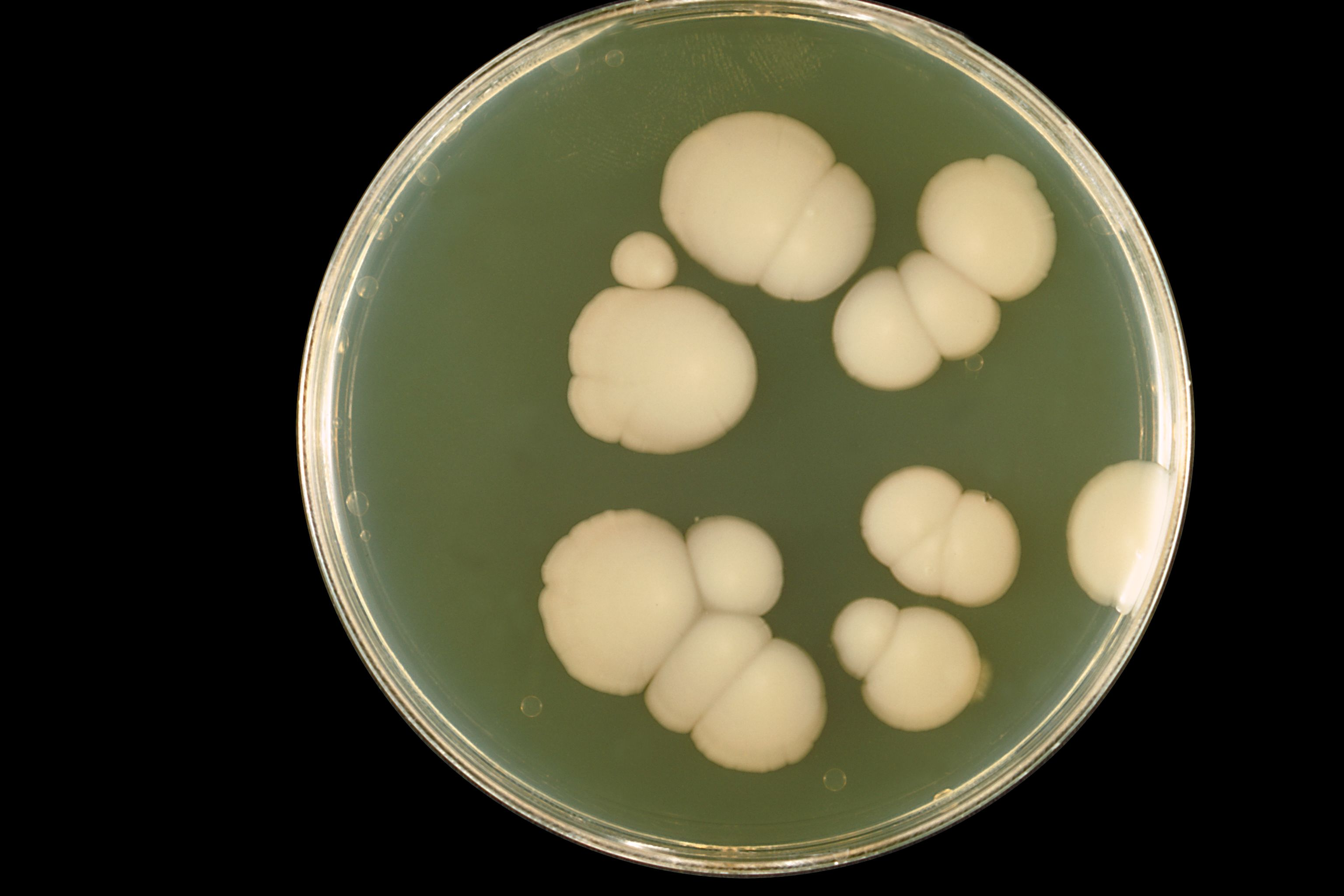
Cultură de Candida albicans
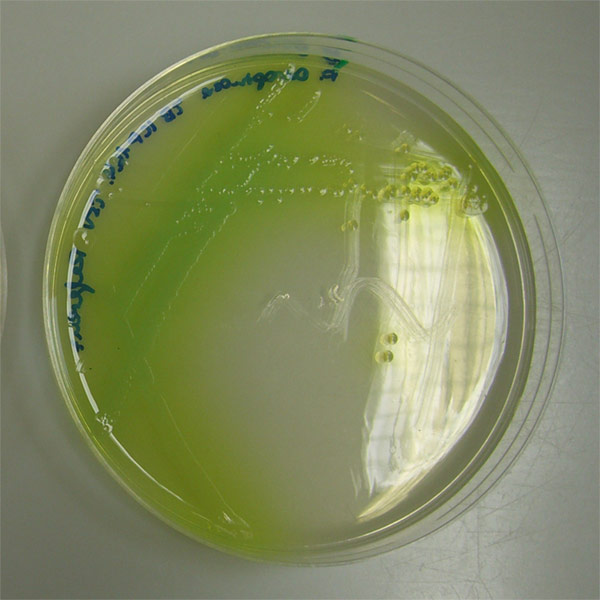
Cultură de Pseudomonas aeruginosa
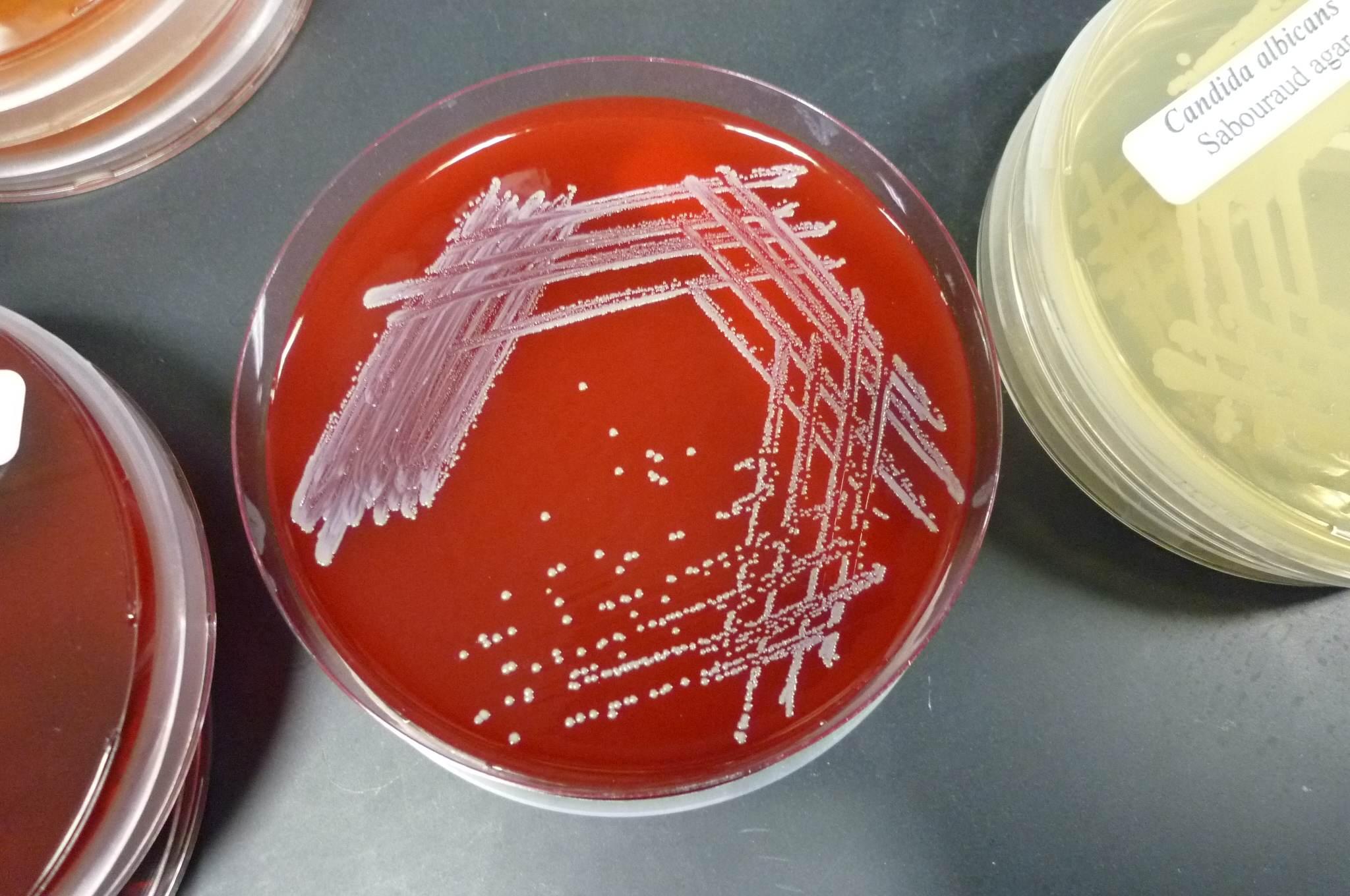
Cultură de Staphylococcus epidermidis